# 1017 (numero)
Millediciassette (1017) è il numero naturale dopo il 1016 e prima del 1018.

## Proprietà matematiche
- È un numero dispari.
- È un numero composto da 6 divisori: 1, 3, 9, 113, 339, 1017. Poiché la somma dei suoi divisori (escluso il numero stesso) è 465 < 1017, è un numero difettivo.
- È un numero nontotiente in quanto dispari e diverso da 1.
- È un numero malvagio.
- È un numero 30-gonale.
- È un numero palindromo nel sistema di numerazione posizionale a base 8 (1771).
- È parte delle terne pitagoriche (135, 1008, 1017), (1017, 1356, 1695), (1017, 4520, 4633), (1017, 6344, 6425), (1017, 19140, 19167), (1017, 57456, 57465), (1017, 172380, 172383), (1017, 517144, 517145).

## Astronomia
- 1017 Jacqueline è un asteroide della fascia principale del sistema solare.
- NGC 1017 è una galassia nella costellazione della Balena.

## Astronautica
- Cosmos 1017 è un satellite artificiale russo.